# Lens (geslacht)
Lens is een geslacht uit de vlinderbloemenfamilie (Leguminosae). The Plant List accepteert zeven soorten. Volgens de Flora of China bestaat het geslacht uit vier tot zes soorten die voorkomen van het Middellandse Zeegebied tot in Centraal-Azië en op de Canarische Eilanden en in tropisch Afrika. 
Een gekweekte soort is de linze (Lens culinaris).